# Бендель, Франц
Франц Бендель (нем. Franz Bendel; 23 марта 1833 года, Шёнлинде — 3 июля 1874 года, Берлин) — немецкий пианист и музыкальный педагог.

## Биография
Сын учителя. Занимался музыкой в Праге под руководством Йозефа Прокша, затем учился в Веймаре у Ференца Листа. В 15-летнем возрасте поступил домашним учителем музыки в аристократическое семейство графа фон Вестфаля. С 1862 г. жил и работал в Берлине, с 1863 г. преподавал в Новой академии музыки Теодора Куллака. Концертировал в Германии, Австро-Венгрии, Швеции, написал множество салонных фортепианных пьес, фортепианный концерт, ряд камерных ансамблей; наибольшим успехом пользовались небольшие циклы фортепианных сочинений — такие, как «Шесть немецких сказочных картин» (нем. Sechs deutschen Märchenbilder) op. 136, «Швейцарские картины» (нем. Schweizer Bilder) op. 137, «На Женевском озере» (нем. Am Genfer See) op. 139.
Умер от тифа. Похоронен на Французском кладбище Берлина.

## Музыкальные произведения
- Polkas de Salon pour le Piano, op.58. No.1
- Polka gracieuse No.2
- Polka de la Jeunesse heureuse (B. Schott's Söhnen, Mainz, Sweet Remembrance).